# John Landis
John David Landis (* 3. srpna 1950 Chicago, Illinois) je americký filmový režisér, scenárista, producent a herec. Nejvíce se proslavil svými kultovními komediálními filmy, mezi než patří Bratři Bluesovi (1980), Americký vlkodlak v Londýně (1981), Záměna (1983) či Cesta do Ameriky (1988). Režíroval také videoklipy ke slavným písním Michaela Jacksona „Thriller“ ze stejnojmenného alba a „Black or White“ z alba Dangerous.

## Kariéra

### Začátky
Narodil se do rodiny amerických Židů v Chicagu. Když mu byly 4 měsíce, přestěhoval se i s rodinou do kalifornského Los Angeles, kde strávil své dětství. K rozhodnutí stát se režisérem jej inspiroval film Sedmá Sindibádova cesta (1958).
Zamlada pracoval například jako asistent režiséra u válečného filmu Kellyho hrdinové (1969). Pracoval také na mnoha filmech natáčených v Evropě, včetně Tenkrát na Západě (1968).
Svoji režisrérskou kariéru započal hororovou komedií Schlock (1973), dále natočil film Zvěřinec časopisu National Lampoon (1978).

### První úspěchy
Průlom přišel s hudební akční komedií Bratři Bluesovi (1980), kde se v hlavních rolích objevili John Belushi a Dan Aykroyd. Film obsahoval četná hudební čísla zazpívaná slavnými představiteli soulu a R&B Jamesem Brownen, Cabem Collowayem, Rayem Charlesem, Arethou Franklin či Johnem Lee Hookerem a dočkal se mimořádného úspěchu. Hned o rok později si Landis připsal další komerční úspěch v podobně dnes již kultovního komediálního hororu Americký vlkodlak v Londýně.
Vše nasvědčovalo slibné kariéře a cestě na vrchol. Roku 1983 se během natáčení povídkového sci-fi filmu Zóna soumraku ovšem mnoho věcí značně zkomplikovalo.

### Nehoda při natáčení Zóny soumraku
Snímek sestává ze čtyř sci-fi příběhu renomovaných hollywoodských režisérů; Stevena Spielberga, Joea Danta, George Millera a právě Johna Landise. Během natáčení Landisovy části došlo k havárii helikoptéry. Šest pasažérů bylo raněno. Nehoda nicméně usmrtila herce Vica Morrowa (59 let) a dva dětské herce Myca Dinh Le (7 let) a Renee Shin-Yi Chen (6 let), kteří zůstali uvězněni pod vrtulníkem.
Ačkoliv samotný incident byl označen za nehodu, Landisovo nevhodné chování na place a ignorování varovných poznámek technických expertů, kteří tvrdili, že daná scéna je příliš riziková, podle mnohých celé neštěstí podmínilo. Kromě toho, oba dětští herci nebyli najati v souladu s kalifornskými zákony o dětské práci. Na základě toho byl Landis spolu s dalšími čtyřmi členy štábu obviněn z neúmyslného zabití.
Přestože byl režisér roku 1987 zproštěn všech obvinění, studio bylo nuceno vyplatit pozůstalým odškodné (mj. i herečce Jennifer Jason Leighové, dceři Vica Morrowa). Po tomto incidentu Steven Spielberg ukončil své přátelské vztahy s Johnem Landisem.

### Následující filmová kariéra
I přesto se John Landis se kariérně z výše uvedené tragédie vzpamatoval velmi rychle. K tomu mu dopomohl úspěch písně „Thriller“ (1983) a komedie Záměna (1983). Příběh volně inspirovaný románem Marka Twaina Princ a chuďas v hlavních rolích představil Dana Aykroyda a Eddieho Murphyho a dodnes se těší velké oblibě. Následovaly další komediální projekty jako např. Špioni jako my (1985), thriller Do noci (1985) či Tři amigos (1986). Dalšího výrazného úspěchu se dočkal ovšem až roku 1988, kdy natočil velmi populární komedií Cesta do Ameriky. V ní Eddie Murphy ztvárnil znuděného prince fiktivní africké země Zamundy, který se vydává do USA za účelem najít si zde rovnocennou manželku.
Z režisérovy tvorby 90. let stojí za zmínku hollywoodská adaptace stejnojmenné francouzské komedie jménem Oscar (1991) se Sylvestrem Stallonem v hlavní roli či nepříliš úspěšný Policajt v Beverly Hills III (1994). Roku 1998 režíroval film Blues Brothers 2000, v němž se do své role opět vrátil Aykroyd, tou dobou již zesnulého Johna Belushiho ovšem nahradil John Goodman. Natočil také několik epizod seriálu Agentura Jasno.

## Osobní život
Landis je ženatý s kostymérkou Deborah Nadoolman a mají spolu 2 děti: Maxe a Rachel. Se svou rodinou žije v kalifornském Beverly Hills.
Sám sebe označuje za ateistu.
Roku 2009 vyjádřil podporu režisérovi Romanu Polanskimu, jenž byl kvůli svým předešlým obviněním ze sexuálního obtěžování nezletilé zadržen během své cesty na filmový festival.

## Filmografie
| Rok  | Název                              | Režisér | Scenárista | Producent |
| ---- | ---------------------------------- | ------- | ---------- | --------- |
| 1973 | Schlock                            | Ano     | Ano        | Ne        |
| 1977 | The Kentucky Fried Movie           | Ano     | Ne         | Ne        |
| 1978 | Zvěřinec časopisu National Lampoon | Ano     | Ne         | Ne        |
| 1980 | Bratři Bluesovi                    | Ano     | Ano        | Ne        |
| 1981 | Americký vlkodlak v Londýně        | Ano     | Ano        | Ne        |
| 1982 | Coming Soon                        | Ano     | Ano        | Ano       |
| 1983 | Záměna                             | Ano     | Ne         | Ne        |
| 1983 | Zóna soumraku                      | Ano     | Ano        | Ano       |
| 1985 | Do noci                            | Ano     | Ne         | Ne        |
| 1985 | Špióni jako my                     | Ano     | Ne         | Ne        |
| 1985 | Stopa                              | Ne      | námět      | výkonný   |
| 1986 | Tři amigos                         | Ano     | Ne         | Ne        |
| 1987 | Amazonky na Měsíci                 | Ano     | Ne         | výkonný   |
| 1988 | Cesta do Ameriky                   | Ano     | Ne         | Ne        |
| 1991 | Oscar                              | Ano     | Ne         | Ne        |
| 1992 | Nevinná krev                       | Ano     | Ne         | Ne        |
| 1994 | Policajt v Beverly Hills III       | Ano     | Ne         | Ne        |
| 1996 | Blbouni                            | Ano     | Ne         | Ne        |
| 1998 | Blues Brothers 2000                | Ano     | Ano        | Ano       |
| 1998 | Susanin plán                       | Ano     | Ano        | Ano       |
| 1998 | The Lost World                     | Ne      | Ne         | výkonný   |
| 2010 | Burke and Hare                     | Ano     | Ne         | Ne        |
| 2012 | Some Guy Who Kills People          | Ne      | Ne         | výkonný   |
| 2019 | I Hate Kids                        | Ne      | Ne         | výkonný   |